# عاصفة أكتوبر (فلم)
عاصفة أكتوبر (بالإنجليزية: October Gale) فيلم إثارة كندي تم إصداره عام 2014 من تأليف و إخراج روبا ندى. و بطولة باتريشيا كلاركسون ، سكوت سبيدمان
عرض الفيلم لأول مرة في مهرجان تورونتو السينمائي الدولي عام 2014 في قسم العروض التقديمية الخاصة بالمهرجان. 

## ملخص قصة
هيلين ماثيوز ، أرملة لا تزال تحزن على وفاة زوجها جيمس. ضد رغبات ابنها تصر على الذهاب إلى منزل جزيرة البحيرة الذي استخدمته هي وزوجها كمنزل لقضاء العطلات. ، وفي أول ليلة لها، تسمع صوت إطلاق نار، فتخرج من كوخها لتعرف ماذا حدث، ولكنها لا تصل لشيء، وعند عودتها تجد آثار دماء وتجد شخص غريب في كوخها، فتقوم بإخراج الرصاصة منه وعلاجه، وفي اليوم التالي وعندما تحاول معرفة من أطلق النار عليه، يصر هذا الغريب على ترك كوخها والرحيل عنها.

## روابط خارجية
عاصفة أكتوبر على موقع IMDb (الإنجليزية)
- عاصفة أكتوبر على موقع ميتاكريتيك (الإنجليزية)
- عاصفة أكتوبر على موقع روتن توميتوز (الإنجليزية)
- عاصفة أكتوبر على موقع نتفليكس (الإنجليزية)
- عاصفة أكتوبر على موقع قاعدة بيانات الأفلام العربية
- عاصفة أكتوبر على موقع ألو سيني (الفرنسية)
- عاصفة أكتوبر على موقع Turner Classic Movies (الإنجليزية)
- عاصفة أكتوبر على موقع أول موفي (الإنجليزية)
- عاصفة أكتوبر على موقع قاعدة بيانات الفيلم (الإنجليزية)
- عاصفة أكتوبر على موقع ليتربوكسد (الإنجليزية)